# Frans de Vreng
Franciscus "Frans" de Vreng (Amsterdam, 11 d'abril de 1898 - Amsterdam, 13 de març de 1974) va ser un ciclista neerlandès, que fou professional entre 1922 i 1925 i el 1930.
Va prendre part en els Jocs Olímpics d'Anvers de 1920, guanyant una medalla de bronze en tàndem, fent parella amb Piet Ikelaar. En aquests mateixos Jocs també va participar en dues proves més. En la persecució per equips acabà el sisè i en la velocitat individual quedà eliminat en sèries.